# Diadromus helvolus
Diadromus helvolus là một loài tò vò trong họ Ichneumonidae.